# アルコレ (モンツァ・エ・ブリアンツァ県)
アルコレ（伊: Arcore）は、イタリア共和国ロンバルディア州モンツァ・エ・ブリアンツァ県にある、人口約18,000人の基礎自治体（コムーネ）。

## 地理

### 位置・広がり
モンツァ・エ・ブリアンツァ県中部に位置するコムーネで、県都モンツァから北東へ約6km、州都ミラノから北東へ約21km、ベルガモから西南西へ約28kmの距離にある。

#### 隣接コムーネ
隣接するコムーネは以下の通り。
- ビアッソーノ
- カンパラーダ
- コンコレッツォ
- レズモ
- ウズマーテ・ヴェラーテ
- ヴィッラザンタ
- ヴィメルカーテ

### 気候分類・地震分類

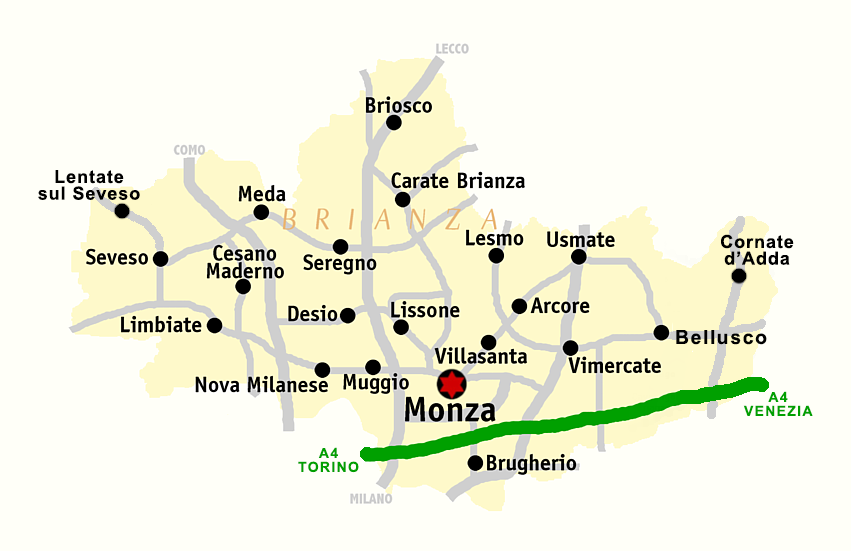
モンツァ・エ・ブリアンツァ県概略図

気候分類では、zona E, 2470 GGに分類される。
また、イタリアの地震リスク階級 (it) では、zona 3 (sismicità bassa) に分類される。

## 行政

### 分離集落
アルコレには、以下の分離集落（フラツィオーネ）がある。
- Bernate, Bruno, Cà, Cà Bianca

## 姉妹都市
- コリナルド、イタリア